# Monique Coleman

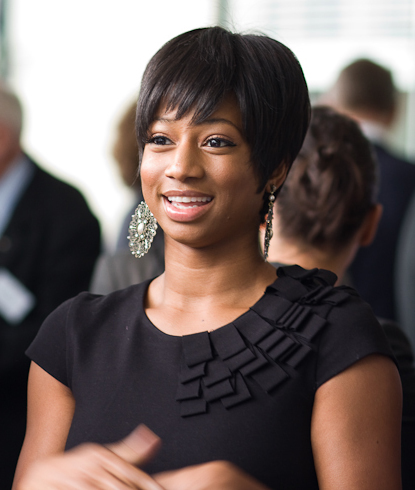
Monique Coleman (2011)

Monique Adrienne Coleman (* 13. November 1980 in Orangeburg, South Carolina) ist eine US-amerikanische Schauspielerin und Sängerin. Sie wurde durch den Film High School Musical bekannt, in dem sie die Rolle der Taylor McKessie spielt.

## Leben und Karriere
Monique Coleman wurde in Orangeburg, South Carolina geboren und besuchte die Heathwood Hall Episcopal School. Anschließend besuchte sie die Theatre School at DePaul University in Chicago, wo sie 2002 ihren Bachelor of Fine Arts in Schauspielerei machte. Bereits in jungen Jahren spielte sie Theater und erhielte kleinere Werbeverträge und Nebenrollen im Fernsehen.
Ihre erste Hauptrolle hatte Coleman in dem Independent-Film Mother of the River, der in Charleston, South Carolina gedreht wurde. Der Film gewann mehrere Preise auf Filmfestivals in Chicago. Zwei Jahre später übernahm Coleman die Rolle der Donna in The Ditchdigger's Daughters, für den sie eine Nominierung zum Young Artists Award in Hollywood bekam. Während ihres zweiten Jahres an der High School schrieb sie das Theaterstück Voices from Within, bei dem sie neben der Hauptrolle auch Regie führte. Auf der Bühne in Chicago spielte sie unter anderem in Noises Off, Polaroid Stories, The Real Thing und The Colored Museum.
2005 übernahm sie eine Hauptrolle als Leesha neben James Earl Jones im Fernsehfilm The Reading Room. Sie erhielt für diese Rolle den Camie Award und vertrat den Film bei den NAACP Image Awards. Ebenfalls 2006 übernahm sie in High School Musical die Rolle der Taylor McKessie.
Neben den Dreharbeiten zu High School Musical 2 übernahm sie noch mehrere Moderationsaufträge für den Disney Channel bzw. The View.
2008 folgte High School Musical-The Senior Year.
2010 hatte sie einen Gastauftritt in Bones – Die Knochenjägerin.
2023 ist sie in der Serie High School Musical: Das Musical: Die Serie in einer Gastrolle als sie selbst aufgetreten.

## Filmografie
- 1995: Mother of the River
- 1997: The Ditchdigger’s Daughters
- 2003: Strong Medicine
- 2003–2005: Boston Public
- 2004: Malcolm mittendrin
- 2004: 10-8: Officers on Duty
- 2004: Gilmore Girls
- 2004: Married to the Kellys
- 2005: Veronica Mars
- 2005: The Reading Room
- 2005–2007: Hotel Zack & Cody
- 2006: High School Musical
- 2007: High School Musical 2
- 2007: High School Musical: The Concert
- 2008: High School Musical 3: Senior Year
- 2009: Bones – Die Knochenjägerin (Bones, Fernsehserie, Episode 4x17 Das Salz in den Wunden)
- 2014: Free the Nipple
- 2015: Naomi & Ely – Die Liebe, die Freundschaft und alles dazwischen (Naomi and Ely's No Kiss List)
- 2015: The Fourth Door (Fernsehserie, 12 Episoden)
- 2017: The Outdoorsman
- 2017: We Are Family
- 2017: Guidance (Fernsehserie, 3 Episoden)
- 2018: Broken Star
- 2019: I Am Somebody’s Child – The Regina Louise Story
- 2020: Steppin’ Back to Love
- 2020: Phobias
- 2021: Weihnachten auf dem Tanzparkett
- 2023: High School Musical: Das Musical: Die Serie (Fernsehserie)

## Diskografie
Singles
- 2007: What Time Is It? (Cast, US: Gold)[2]
- 2007: Work This Out
- 2007: Everyday
- 2007: All For One
- 2007: Christmas Vacation

## Auszeichnungen
19th Annual Youth Awards
- (1996–1997)[3]
- Best Performance in a TV MOVIE or FEATURE FILM: Young Ensemble – The Ditchdigger’s Daughters
- Best Family TV MOVIE / PILOT / MINI-SERIES (CABLE) – The Ditchdigger’s Daughters, Family Channel

Character and Morality in Entertainment Awards (CAMIE)
- 2006: The Reading Room[4]

Teen Choice Awards
- 2006: Award for Choice TV Show: Comedy/Musical – High School Musical